# Maria Antonietta Torriani

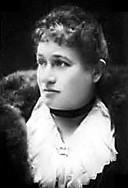
Maria Antonietta Torriani

Maria Antonietta Torriani (* 1. Januar 1840 in Novara, Provinz Novara; † 24. März 1920 in Cumiana, Provinz Turin) war eine italienische Schriftstellerin.

## Leben und Wirken
Torrianis erste literarische Versuche reichen in ihre Kindheit zurück. Ihr Pseudonym Marchesa Colombi übernahm sie von einer Figur aus der Komödie „Parini e la satira“.
Am 30. Oktober 1875 heiratete Torriani in Mailand den neapolitanischen Journalisten Eugenio Torelli Viollier (1842–1900). Zusammen mit ihrem Ehemann konnte sie immer wieder Beiträge in Literaturzeitschriften veröffentlichen. Beinahe zeitgleich mit der Heirat gründete Torelli Viollier den Corriere della Sera; die Ehe scheiterte.
Später ließ sich Torriani in Gessate nieder, einer kleinen Gemeinde in der Nähe Mailands. Sie lebte dort zusammen mit der Wissenschaftlerin und Feministin Anna Maria Mozzoni (1837–1920).
Mit achtzig Jahren starb Maria Antonietta Torriani am 24. März 1920 in Cumiana und fand dort auch ihre letzte Ruhestätte.
Natalia Ginzburg und Italo Calvino entdeckten 1973 ihr Werk, seit den 1990er Jahren wird es von der Literaturwissenschaft erforscht.

## Ehrungen
- Via Colombi Marchesa in Novara wurde ihr zu Ehren benannt

## Werke (Auswahl)
- Il tramonto di un ideale.
  - deutsch: Ein Ideal. Roman. Engelhorn, Stuttgart 1885.
- Un matrimonio in provincia.
  - Ein Bräutigam fürs Leben. Roman. Übersetzung Christine Gräbe. Einführung Natalia Ginzburg. Illustrationen Kathleen Bernsdorf. Edition Fünf, Gräfelfing 2012, ISBN 978-3-942374-24-8 (früherer Titel: Eine Provinzheirat).
- In risaia.
  - deutsch: Im Reisfeld. Engelhorn, Stuttgart 1892.
- Italienische Kleinstädter und andere Erzählungen. Reclam, Leipzig 1899.
- Sturm und Meeresstille. Erzählungen. Reclam, Leipzig 1898.